# Heráldica municipal de España
La heráldica municipal de España estudia las características e historia de los escudos de armas, blasones y composiciones heráldicas que los diferentes ayuntamientos y entidades locales españoles emplean como símbolos gráficos para la expresión de su identidad, y que se usan en exhibiciones y actos protocolarios, para la ornamentación de edificios públicos, en forma de labras heráldicas, o la de medallas honoríficas, así como para la validación de documentos y escritos oficiales. 
El fenómeno de adopción de emblemas heráldicos por los ayuntamientos se remonta en España, a imagen de otros países occidentales, a la Edad Media para más tarde, y en particular durante el siglo XIX, entrar en cierta decadencia paralela a la propia heráldica. En el último cuarto del siglo XX y a la par de la adopación por diferentes autonomías de una reglamentación específica, así como la introducción de prácticas de Identidad corporativa en el ámbito institucional, ha supuesto el despertar de un interés creciente al respecto y cada año son numerosos los municipios que publican estudios para la rehabilitación de sus tradicionales armerías o para la creación de otras nuevas.

## Historia
Según Vicente Cadenas, heraldista y antiguo cronista de armas, en España el fenómeno de adopción de escudos de armas por los municipios tiene su origen en los siglos XIV y XV, mediante las concesiones y otorgamientos reales de privilegios o fueros a las villas y ciudades en aplicación de las costumbres del derecho medieval. Posteriormente, durante el Antiguo Régimen, siglos XVI a XVIII, se difundió la vía de adopción de blasones por asimilación de las propias de linajes de la nobleza, que mantenían algún tipo de relación con cada lugar, especialmente la del señorío. Durante el siglo XIX, periodo considerado de la decadencia del uso de la heráldica, fueron creadas armas propias por numerosos municipios, según los procedimientos establecidos por diversas reglamentaciones, en particular la Orden Ministerial de 30 de agosto de 1840, del entonces Ministerio de la Gobernación, por la que se instaba a todos los ayuntamientos a adoptar un escudo propio. Archivos como el Histórico Nacional en Madrid, el Archivo General de Simancas o el de la Archivo de la Corona de Aragón en Barcelona, conservan colecciones de sellos y documentos empleados para estudiar la existencia y uso de escudos memoriales de aquellas épocas.
En el contexto de resurgimiento general de la heráldica desde mediados del siglo XX, en 1956, fue aprobada una nueva orden ministerial, en desarrollo del Reglamento de 17 de mayo de 1952, por la que se demandaba a los municipios la rehabilitación y adopción de armas claramente distintivas que permitieran su diferenciación. El Instituto Salazar y Castro, del Consejo Superior de Investigaciones Científicas, uno de organismos impulsores de aquella normativa, fue entonces encargado de constituir un registro de los escudos municipales que con el tiempo se convirtió en la colección actualizada contemporánea más importante al respecto. 
Otras fuentes empleadas para el estudio histórico de los blasones municipales por los especialistas son los trabajos de Pascual Madoz, recopilados en su Diccionario Geográfico, la colección de escudos de la Enciclopedia Espasa Calpe el Nobiliario de los reinos y señoríos de España de Francisco Piferrer y otras colecciones privadas.
Tras la Transición política española y el proceso de constitución del Estado de las Autonomías, los diferentes cuerpos legislativos desarrollados por cada autonomía, dentro del contexto de la normativa sobre administración de entidades locales, los encargados de la regulación en materia de heráldica municipal y promotores del resurgimiento de su importancia como símbolos gráficos de la identidad de los municipios o para la validación de sus documentos oficiales, siendo numerosos los municipios que cada año anuncian en publicaciones oficiales la adopción, modificación rehabilitación de sus blasones.

## Regulación autonómica

### Andalucía
En el caso de las Entidades Locales andaluzas, la adopción, modificación, rehabilitación, uso y protección de los escudos heráldicos se encuentran regulados por la Ley 6/2003, de 9 de octubre, aprobada por el Parlamento de Andalucía de ‘‘Símbolos, tratamientos y registro de las Entidades Locales de Andalucía’’. Esta normativa establece la inscripción de los blasones, a efectos de presunción de legalidad y validez, en el Registro Andaluz de Entidades Locales de la Consejería de Gobernación, permitiendo su cohabitación junto con otros tipos de manifestaciones gráficas modernas, como emblemas, insignias o logotipos. Con anteriodidad, la Real Academia de Ciencias, Bellas Letras y Nobles Artes de Córdoba se encargaba de la elaboración del informe preceptivo y de los expedientes de escudos, según lo dispuesto por el Decreto 14/1995, de 31 de enero, y la Orden de la Consejera de Gobernación de 12 de mayo de 1995.
En la provincia de Huelva, entre 1994 y 1998, y a iniciativa del Servicio de Archivos la Diputación Provincial, se realizó un inventario de los escudos de armas municipales en el marco del llamado Programa de Reconocimiento Legal de Escudos.

### Cataluña
La heráldica municipal en Cataluña tiene sus más remotos antecedentes en los sellos conservados de Barcelona, Cervera y Lérida, que datan de 1288, y el de Gerona, de 1289. En estos sellos, se aprecian ya los elementos que posteriormente formarían parte de las armas municipales propiamente dichos, que frecuencia, se presentarán asociadas al Señal Real, según la costumbre iniciada por Alfonso I de Aragón, quien concede a la ciudad francesa de Millau, por entonces posesión del Condado de Barcelona, el privilegio más antiguo documentado de uso de escudo de armas municipal. Con el tiempo, las villas y ciudades catalanas fueron adoptando principalmente sellos en los que se representaba alguna figura parlante, asociada por tanto al nombre de la localidad, las armas señoriales o bien, figuras hagiográficas de carácter religioso, y que luego pasarían a formar parte de los escudos heráldicos.
La Generalidad de Cataluña es la Institución que regula y registra los símbolos, tales como la bandera o el escudo, de las entidades locales mediante el decreto 263/1991, de 25 de noviembre de 1991. El decreto llena un vacío dentro del ordenamiento local catalán, de conformidad con el artículo 37.1 de la Ley 8/1987, de 15 de abril del mismo año, municipal y de régimen local de Cataluña, respetando la autonomía local en que hace referencia a la competencia para dotarse de símbolos propios, competencia que establece, concretamente por lo que hace a los municipios, el artículo 50.21 de la ley citada.
La Generalidad de Cataluña, a partir del decreto, comprueba que las normas heráldicas sean respetadas, así como otros datos en los que se fundamentan los símbolos, velando igualmente por que los símbolos aprobados no sean susceptibles de ser confundidios con los de otra entidad local. También regula el procedimiento aplicable para la adopción, la modificación, el cambio o la rehabilitación de los símbolos.
La reglamentación catalana hace referencia a aspectos técnicos concretos tales como los elementos de diseño heráldico, que el artículo 3.2 requiere que estén fundamentados en hechos históricos o accidentes geográficos, en características propias de la entidad local o en su nombre. El Señal Real, luego adoptado como Escudo de Cataluña no puede según el artículo 8.1, ser incorporado excepto si el municipio tiene derecho histórico. En cuanto a la descripción o blasón, el decreto solicita que sea lo más simple y sencillo posible, siempre que permita diferenciarse de otros escudos. El artículo 12.1 también dice que se le dará preferencia al señal propio de la entidad ante otras figuras que puedan aparecer. El artículo 12.3 reglamenta el uso de los esmaltes, utilizando para representar a las cargas, solo los descritos por las normas heráldicas, nunca al natural. En cuanto al timbre, el reglamento especifica mediante el artículo 14.1 que todos los escudos de municipios deben llevar timbre, y este debe ser siempre en forma de corona que, ordinariamente, será una corona mural que le corresponda. En cuanto a otras entidades locales menores, estas no pueden llevar timbre, según el artículo 14.2.
El escudo se podrá utilizar a partir de su inscripción en el DOGC según el artículo 7 y es de carácter privativo y solo lo pueden utilizar las entidades privadas o particulares si tiene la autorización expresa del mismo.
Cabe destacar la mención de la legislación catalana sobre la forma del contorno del escudo, característica que generalmente los tratadistas no contemplan en el blasón pero que en el caso de las ciudades dispone de una forma característica tradicional en forma de cuadrado apoyado en uno de sus vértices y que ha sido difundida con éxito en la heráldica municipal de Cataluña, Valencia y las Islas Baleares. El artículo 13.1 recoge la forma en la que debe ser todos los escudos de las entidades locales, y esta se describe como cuadrada, apoyada sobre uno de sus vértices y con una de sus diagonales dispuesta verticalmente y la otra horizontalmente. Algunos tratadistas recogen esta forma como escudo en forma de ciudad o municipio. La Generalidad, en la versión en castellano del DOGC, describe la forma como «en forma de losange con ángulos rectos».

### Extremadura
La comunidad autónoma extremeña es una de las comunidades donde los propios ayuntamiento gozan de una mayor autonomía para la cuestiones relacionadas con la regulación de la heráldica municipal, con una legislación que favorece la flexibilidad de los procesos de aprobación y donde también existe una mayor apertura hacia la participación ciudadana. El marco regulador es el estipulado por el Decreto 309/2007, de 15 de octubre, "por el que se regula el procedimiento de rehabilitación, modificación o adaptación de escudos, banderas y otros símbolos de las Entidades Locales de Extremadura.". Este decreto promulgado por la Consejería de Agricultura y Desarrollo Rural, sustituyó al anterior vigente desde 2001 en vistas a agilizar el proceso de aprobación, mediante la supresión de la figura del "Consejo Asesor de Honores y Distinciones" que hasta entonces supervisaba los expedientes remitidos por cada ayuntamiento. La legislación extremeña favorece la participación ciudadana, regulando el principio de iniciativa popular (art. 6) así como el del concurso de ideas (art. 8), si bien queda prohibido el uso expreso de ciertos símbolos como los "empleados por partidos políticos, sindicatos, organizaciones empresariales y demás asociaciones y entidades privadas, así como aquellos otros que impliquen vulneración de los principios constitucionales o lesión a los derechos fundamentales". También prohíbe el uso de símbolos "que fomenten o inciten a la violencia en cualquiera de sus manifestaciones." 
El "Registro de Símbolos, Tratamientos y Honores de las Entidades Locales de Extremadura", dependiente de la Dirección General de Administración Local, fue creado en 2002 y tiene entre otras funciones las de velar por la inscripción de los datos de los escudos heráldicos. En 2007, el 88% del conjunto de municipios de las provincias de Badajoz y Cáceres contaba con un escudo aprobado.

### Navarra
La adopción o modificación de los símbolos de las entidades locales en la Comunidad Foral de Navarra, está regulado en La ley foral 6/1990, de 2 de julio, de Administración Local de Navarra, en la sección 7.ª de su capítulo I a la regulación de símbolos de entidades locales. Al respecto el artículo 27 establece:

En los libros documentos y demás documentos oficiales, las corporaciones locales podrán utilizar un escudo o emblema distintivo, fundamentado en hechos históricos, tradicionales o geográficos en características propias de la corporación o en su propio nombre.

La aprobación o modificación del escudo exige conforme al artículo 28:
- Información pública por un plazo de un mes
- Acuerdo favorable del Pleno del ayuntamiento. Debe de ser adoptado con el voto favorable de las dos terceras partes del número de hecho y, en todo caso, de la mayoría absoluta del número legal de miembro de la corporación.
- Aprobación por el Gobierno de Navarra.
- Publicación en el Boletín Oficial del Estado y en el de Navarra.[13]

También debería anotarse en el registro correspondiente pero en Comunidad Foral de Navarra no existe ningún registro para la heráldica de las entidades locales.